# Henryk Puziewicz
Henryk Puziewicz, pseud. Batura, Jan Batura, Borsuk, Niedźwiedź, Prokop (ur. 13 stycznia 1908 w Medyni Kańczuckiej, zm. po 18 marca 1944 w Przemyślu) – dowódca Obwodu Łańcut AK (1940-1943), później Przemyśl (1943-1944). Kawaler Orderu Virtuti Militari.

## Życiorys
W 1929 zdał maturę w Państwowym Gimnazjum im. Henryka Sienkiewicza w Łańcucie. Odbył służbę wojskową w 3 Pułku Piechoty Legionów w Jarosławiu. 1 stycznia 1933 został awansowany do stopnia podporucznika rezerwy, a w 1938 do stopnia porucznika. W 1939 uzyskał absolutorium na Wydziale Rolno-Leśnym Politechniki Lwowskiej. 
Działał m.in. w kołach młodzieżowych przy Chłopskim Towarzystwie Rolniczym, czy Związku Młodzieży Ludowej. W 1935 został prezesem Zarządu Głównego ZML, był również działaczem Związku Gmin Wiejskich. W 1938 roku był zastępcą kierownika Związku Młodej Polski mjr Edmunda Galinata.
W 1939 został zmobilizowany do 30 Pułku Strzelców Kaniowskich, brał następnie udział w walkach w rejonie Dęblina, Lublina, Zamościa i Tomaszowa Lubelskiego. 25 września trafił do niewoli niemieckiej, z której uciekł i w październiku udał się do Warszawy. Tam nawiązał kontakt z członkami Służby Zwycięstwu Polski, a następnie jako delegat Komendy Głównej SZP, w listopadzie 1939 przystąpił do organizowania komórek SZP w powiecie łańcuckim, przeworskim i jarosławskim.
W 1940 został mianowany pierwszym komendantem ZWZ w Łańcucie i Przeworsku. Komendantem Obwodu Łańcut był do połowy 1943, kiedy to został przeniesiony na stanowisko komendanta Obwodu Przemyśl AK. W 1943 został awansowany do stopnia kapitana rezerwy. 18 marca 1944 roku został aresztowany przez Gestapo, a wkrótce po tym zamordowany.